# Eagle Grove (Iowa)
Pour les articles homonymes, voir Eagle Grove.
Eagle Grove est une ville, du comté de Wright en Iowa, aux États-Unis. Elle est fondée en 1881 et  incorporée le 16 octobre 1882.

## Source de la traduction
- (en) Cet article est partiellement ou en totalité issu de l’article de Wikipédia en anglais intitulé « Eagle Grove, Iowa » (voir la liste des auteurs).